# Sándor Pósta
Sándor Pósta (25 de septiembre de 1888-4 de noviembre de 1952) fue un deportista húngaro que compitió en esgrima, especialista en las modalidades de florete y sable. Participó en los Juegos Olímpicos de París 1924, obteniendo en total tres medallas: una de oro, una de plata y una de bronce.

## Palmarés internacional
| Juegos Olímpicos | Juegos Olímpicos | Juegos Olímpicos  | Juegos Olímpicos    |
| Año              | Lugar            | Medalla           | Prueba              |
| ---------------- | ---------------- | ----------------- | ------------------- |
| 1924             | París (Francia)  | Medalla de oro    | Sable individual    |
| 1924             | París (Francia)  | Medalla de plata  | Sable por equipos   |
| 1924             | París (Francia)  | Medalla de bronce | Florete por equipos |